# Паркен
„Паркен“ е футболен стадион в Копенхаген, Дания.
Построен е в периода 1990 – 1992 година. Стадионът има капацитет 38 065 души. Дом е на ФК „Копенхаген“ и Дания.
През 2001 година стадионът се ползва за песенния конкурс „Евровизия“. На стадиона пеят много известни певци, сред които са Мадона, Джъстин Тимбърлейк, Лейди Гага и други.